# 三菱UFJインフォメーションテクノロジー
三菱UFJインフォメーションテクノロジー株式会社（みつびしユーエフジェイインフォメーションテクノロジー、英語: Mitsubishi UFJ Information Technology, Ltd.）は、東京都中央区に本社を置く三菱UFJフィナンシャル・グループのシステムインテグレーター（ユーザー系）である。
三菱UFJ銀行をはじめとする三菱UFJフィナンシャル・グループ各社のシステム開発・運用の全工程・全領域を担当し、MUFGにおける情報システム戦略の中核を担っている。

## 沿革
- 1983年（昭和58年）6月 - 三和システム開発株式会社を設立。
- 1985年（昭和60年）6月 - 三菱銀行100%出資により、同行のシステム開発子会社としてダイヤモンドシステム開発株式会社（DSK）を設立。
- 1988年（昭和63年）6月 - 東京銀行100%出資により、同行のシステム開発子会社として東銀システム開発株式会社（TSK）を設立。
- 1997年（平成9年）10月 - 三菱銀行による日本信託銀行の子会社化を受け、DSKと日信システム開発株式会社（NSD：日本信託銀行100%出資のシステム開発子会社）が合併（存続会社はDSK）。
- 2000年（平成12年）4月 - 三菱銀行と東京銀行の合併を受け、TSKが存続会社となってDSKと合併し、社名を東京三菱インフォメーションテクノロジー株式会社（TMIT）に変更。
- 2001年（平成13年）4月 - 東海銀行のコンピュータ受託計算部門を母体とするセントラルシステムズ株式会社と三和銀行システム部門が統合し、株式会社ユーフィットを設立。
- 2002年（平成14年）10月 - 三和システム開発に日立製作所が出資し、株式会社UFJ日立システムズ（UHS）に社名変更。
- 2004年（平成16年）4月 - ユーフィットから会社分割によりUFJISが設立され、UFJホールディングスの子会社となる。
- 2009年（平成21年）7月 - TMIT、UHS、UFJISの三社が合併し、三菱UFJインフォメーションテクノロジー株式会社が発足する。
- 2022年（令和4年）1月 - エム・ユー・ビジネス・エンジニアリング株式会社と合併する。